# A hentes
A hentes 2021-es magyar próbaepizód, amit Mátyássy Áron rendezett.
A forgatókönyvet Declan Hannigan és Andrew Hefler írták. A producerei Erdős Ákos és Pusztai Ferenc. A főszerepben Kádas József, Kerekes Éva, Kolnai Kovács Gergely, Csuja Imre, Alföldi Róbert, Hegyi Barbara láthatóak.
A próbaepizód 2021. július 5-én került fel az RTL Most+-ra.
Ez a sorozat a 2018-as Hypewriter nyertese.

## Ismertető
A helyi hentesről szól, aki meghalt. A család tagjai szerint mindenki szerette, azonban kiderül, hogy város lakói mind gyülölték.

## Szereplők

### Főszereplők
| Név               | Színész               |
| ----------------- | --------------------- |
| Hentes Karcsi     | Kádas József          |
| Ágnes             | Kerekes Éva           |
| Miklós            | Csuja Imre            |
| Erik              | Kolnai Kovács Gergely |
| Bölcsei Ancsa     | Szabó Emília          |
| Bölcsei Antal     | Alföldi Róbert        |
| Bölcsei Gréta     | Földes Eszter         |
| Bölcsei Magda     | Hegyi Barbara         |
| Krisztián, rendőr | Klem Viktor           |
| János, rendőr     | Kaszás Mihály         |

### További szereplők
| Név                 | Színész             |
| ------------------- | ------------------- |
| Mirko               | Almási Sándor       |
| Szilvi              | Antóci Dorottya     |
| Berci               | Kenéz Ágoston       |
| Renáta              | Ligeti Kovács Judit |
| Balázs              | Mátyássy Bence      |
| Blanka              | Székely Rozi        |
| Pap                 | Szabó Zoltán        |
| Tibor               | Galkó Balázs        |
| Szabolcs, az ügyvéd | Ács Norbert         |
| Tamás               | Zrinyi Gál Vince    |

## Epizódok
A próbaepizódot 2021. július 5-én rakták fel az RTL Most+-ra.
| Sor. | Év. | Cím     | Rendező       | Író                            | Premier         |
| ---- | --- | ------- | ------------- | ------------------------------ | --------------- |
| 1.   | 1.  | 1. rész | Mátyássy Áron | Declan Hannigan, Andrew Hefler | 2021. július 5. |